# VI. Olimpijske igre – Berlin 1916.
VI. Olimpijske igre – Berlin 1916. su trebale biti održane 1916. godine u Berlinu (Njemačka), no odgođene su zbog Prvog svjetskog rata.